# يوهان فريدرش الأول ناخب ساكسونيا

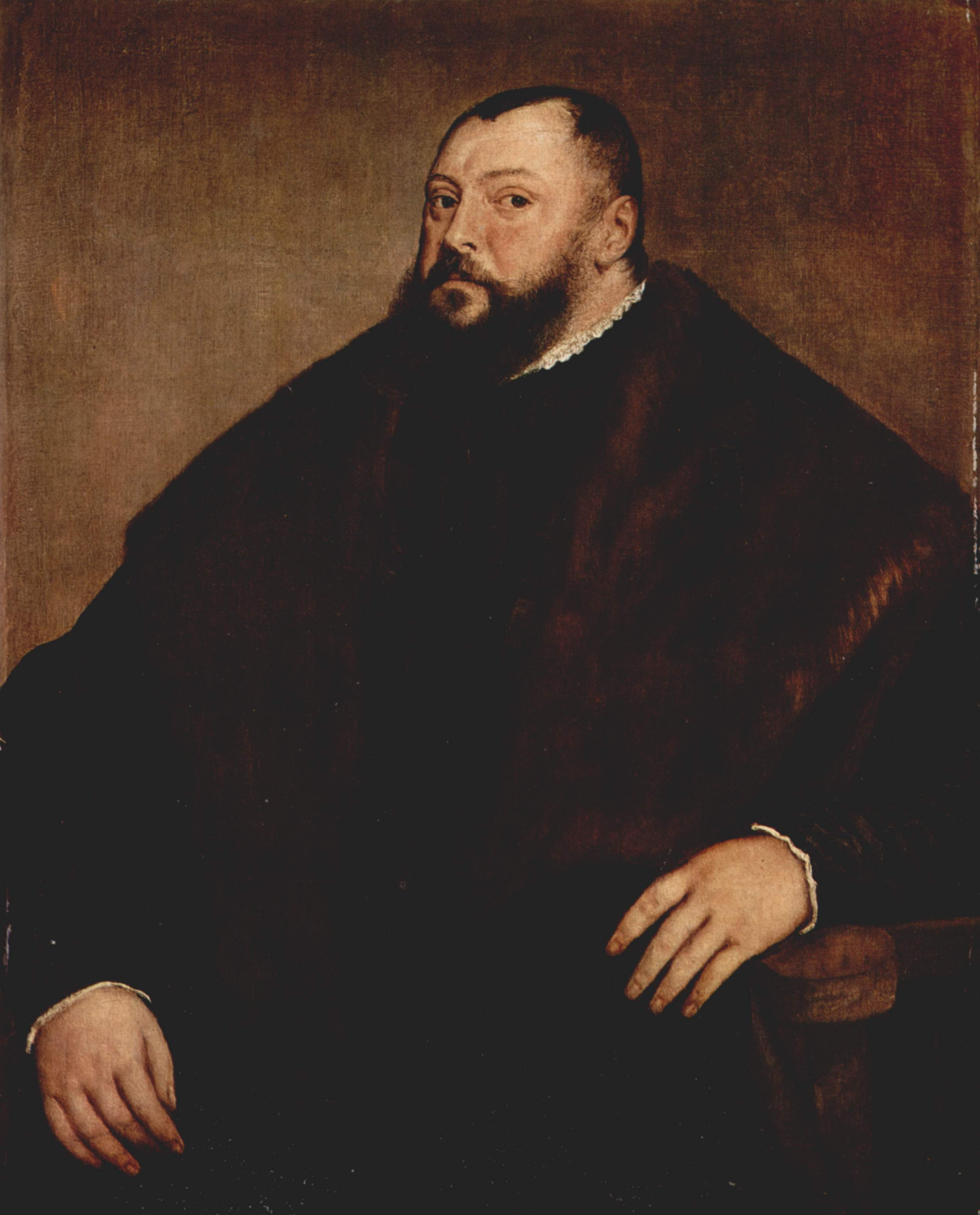
Ritratto eseguito dal تيتيان، 1550

يوهان فريدرش ناخب ساكسونيا (بالألمانية: Johann Friedrich I.)‏ يلقب بالشهم (تورغاو، 30 يونيو 1503 - فايمار، 3 مارس 1554) ناخب ساكسونيا ورئيس التحالف البروتستانتي الألماني (الاتحاد الشمالكالدي) ، ويسمى بطل الإصلاح.

## معرض صور

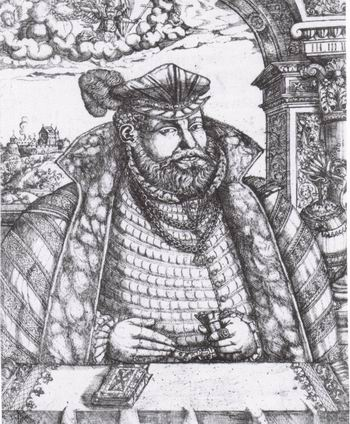
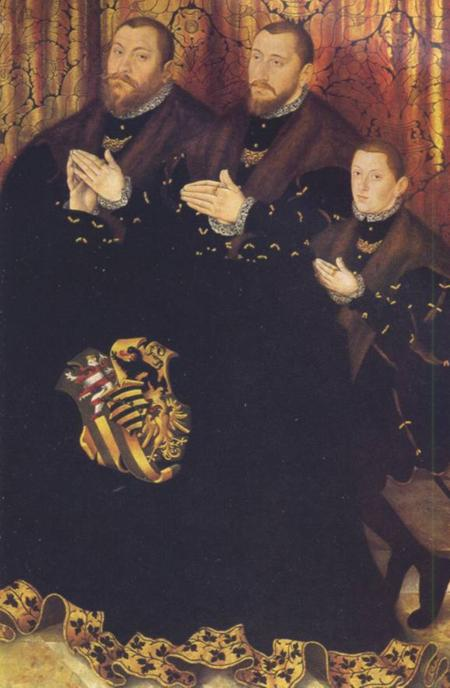
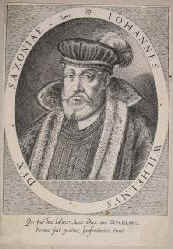